# Football aux Jeux olympiques d'été de 1952
Navigation
Édition précédente Melbourne 1956
Cette page présente le palmarès du tournoi de football aux Jeux olympiques d'été de 1952 .

## Palmarès
| Épreuve           | Or      | Argent      | Bronze |
| Football masculin | Hongrie | Yougoslavie | Suède  |

## Stades
| Stade olympique                                                                                                | Kotkan urheilukeskus        |
| Capacité: 70 470                                                                                               | Capacité: 11 400            |
| |                             |
| Helsinki | Lahti                       |
| Töölön Pallokenttä                                                                                             | Lahden kisapuisto           |
| Capacité: 18 050                                                                                               | Capacité: 8 067             |
| |                             |
| Tampere | Turku                       |
| Stade de Ratina                                                                                                | Kupittaan jalkapallostadion |
| Capacité: 20 700                                                                                               | Capacité: 14 224            |
| |                             |
| Stade olympique Kotkan urheilukeskus Töölön Pallokenttä Lahden kisapuisto Stade de Ratina Kupittaan jalkapallo |                             |

## Tour préliminaire
| 15 juillet, 1952 12:00 | Pologne                     | 2 – 1 | France      | Lahti                          |                                |
|                        | Trampisz 31e · Krasówka 49e |       | 30e Leblond | Arbitrage : Karel van der Meer | Arbitrage : Karel van der Meer |
|                        | Rapport                     |       |             | Arbitrage : Karel van der Meer | Arbitrage : Karel van der Meer |

| 15 juillet, 1952 12:00 | Hongrie                 | 2 – 1 | Roumanie | Turku                                             |                                                   |
|                        | Czibor 21e · Kocsis 73e |       | 86e Suru | Spectateurs : 14 000 Arbitrage : Nikolaï Latychev | Spectateurs : 14 000 Arbitrage : Nikolaï Latychev |
|                        | Rapport                 |       |          | Spectateurs : 14 000 Arbitrage : Nikolaï Latychev | Spectateurs : 14 000 Arbitrage : Nikolaï Latychev |

| 15 juillet, 1952 12:00 | Yougoslavie                                                             | 10 – 1 | Inde     | Helsinki                                   |                                            |
|                        | Vukas 2e 62e · Mitić 14e 43e · Zebec 17e 23e 60e 87e · Ognjanov 52e 67e |        | 89e Khan | Spectateurs : 20 000 Arbitrage : John Best | Spectateurs : 20 000 Arbitrage : John Best |
|                        | Rapport                                                                 |        |          | Spectateurs : 20 000 Arbitrage : John Best | Spectateurs : 20 000 Arbitrage : John Best |

| 15 juillet, 1952 12:00 | Danemark         | 2 – 1 | Grèce             | Tampere                                        |                                                |
|                        | Petersen 36e 37e |       | 85e Emmanouilides | Spectateurs : 7 000 Arbitrage : Waldemar Karni | Spectateurs : 7 000 Arbitrage : Waldemar Karni |
|                        | Rapport          |       |                   | Spectateurs : 7 000 Arbitrage : Waldemar Karni | Spectateurs : 7 000 Arbitrage : Waldemar Karni |

| 16 juillet, 1952 12:00 | Union soviétique            | 2 – 1 a. p. | Bulgarie  | Kotka                                         |                                               |
|                        | Bobrov 100e · Trofimov 104e |             | 95e Kolev | Spectateurs : 10 000 Arbitrage : István Zsolt | Spectateurs : 10 000 Arbitrage : István Zsolt |
|                        | Rapport                     |             |           | Spectateurs : 10 000 Arbitrage : István Zsolt | Spectateurs : 10 000 Arbitrage : István Zsolt |

| 16 juillet, 1952 12:00 | Italie                                                                             | 8 – 0 | États-Unis | Tampere                                       |                                               |
|                        | Gimona 3e 51e 75e · Pandolfini 16e 62e · Venturi 27e · Fontanesi 52e · Mariani 87e |       |            | Spectateurs : 10 000 Arbitrage : Arthur Ellis | Spectateurs : 10 000 Arbitrage : Arthur Ellis |
|                        | Rapport                                                                            |       |            | Spectateurs : 10 000 Arbitrage : Arthur Ellis | Spectateurs : 10 000 Arbitrage : Arthur Ellis |

| 16 juillet, 1952 12:00 | Brésil                                                            | 5 – 1 | Pays-Bas        | Turku                                             |                                                   |
|                        | Humberto Tozzi 25e · Larry 33e (pen.) 36e · Jansen 81e · Vavá 86e |       | 15e van Roessel | Spectateurs : 16 000 Arbitrage : Giorgio Bernardi | Spectateurs : 16 000 Arbitrage : Giorgio Bernardi |
|                        | Rapport                                                           |       |                 | Spectateurs : 16 000 Arbitrage : Giorgio Bernardi | Spectateurs : 16 000 Arbitrage : Giorgio Bernardi |

| 16 juillet, 1952 12:00 | Luxembourg                                   | 5 – 3 a. p. | Grande-Bretagne                     | Lahti                          |                                |
|                        | Roller 60e 95e 97e · Letsch 91e · Gales 102e |             | 12e Robb · 101e Slater · 118e Lewis | Arbitrage : Vincenzo Orlandini | Arbitrage : Vincenzo Orlandini |
|                        | Rapport                                      |             |                                     | Arbitrage : Vincenzo Orlandini | Arbitrage : Vincenzo Orlandini |

| 16 juillet, 1952 12:00 | Égypte                                         | 5 – 4 | Chili                      | Kotka                    |                          |
|                        | Elfar 27e · Mechaury 43e · Eldizwi 66e 75e 80e |       | 7e 78e Jara · 14e 88e Vial | Arbitrage : John Nilsson | Arbitrage : John Nilsson |
|                        | Rapport                                        |       |                            | Arbitrage : John Nilsson | Arbitrage : John Nilsson |

## Huitièmes de finale
| 19 juillet, 1952 12:00 | Finlande                      | 3 – 4 | Autriche                                          | Helsinki                                      |                                               |
|                        | Stolpe 11e 34e · Rytkönen 36e |       | Gollnhuber 8e (pen.) 30e · Stumpf 59e · Grohs 79e | Spectateurs : 33 053 Arbitrage : William Ling | Spectateurs : 33 053 Arbitrage : William Ling |
|                        | Rapport                       |       |                                                   | Spectateurs : 33 053 Arbitrage : William Ling | Spectateurs : 33 053 Arbitrage : William Ling |

| 20 juillet, 1952 12:00 | Brésil                         | 2 – 1 | Luxembourg | Kotka                        |                              |
|                        | Larry 42e · Humberto Tozzi 49e |       | Gales 86e  | Arbitrage : Marijan Matančić | Arbitrage : Marijan Matančić |
|                        | Rapport                        |       |            | Arbitrage : Marijan Matančić | Arbitrage : Marijan Matančić |

| 20 juillet, 1952 12:00 | Yougoslavie                                          | 5 – 5 a. p. | Union soviétique                               | Tampere                                       |                                               |
|                        | Mitić 29e · Ognjanov 33e · Zebec 44e 59e · Bobek 46e |             | Bobrov 53e 77e 87e · Trofimov 75e · Petrov 89e | Spectateurs : 17 000 Arbitrage : Arthur Ellis | Spectateurs : 17 000 Arbitrage : Arthur Ellis |
|                        | Rapport                                              |             |                                                | Spectateurs : 17 000 Arbitrage : Arthur Ellis | Spectateurs : 17 000 Arbitrage : Arthur Ellis |

| 22 juillet, 1952 12:00 | Yougoslavie                                  | 3 – 1 | Union soviétique | Tampere                                       |                                               |
|                        | Mitić 19e · Bobek 29e (pen.) · Čajkovski 54e |       | Bobrov 6e        | Spectateurs : 17 000 Arbitrage : Arthur Ellis | Spectateurs : 17 000 Arbitrage : Arthur Ellis |
|                        | Rapport                                      |       |                  | Spectateurs : 17 000 Arbitrage : Arthur Ellis | Spectateurs : 17 000 Arbitrage : Arthur Ellis |

| 20 juillet, 1952 12:00 | Allemagne de l'Ouest        | 3 – 1 | Égypte       | Turku                        |                              |
|                        | Klug 33e · Schröder 38e 61e |       | Eldizmwi 64e | Arbitrage : Giorgio Bernardi | Arbitrage : Giorgio Bernardi |
|                        | Rapport                     |       |              | Arbitrage : Giorgio Bernardi | Arbitrage : Giorgio Bernardi |

| 21 juillet, 1952 12:00 | Danemark                     | 2 – 0 | Pologne | Turku                                        |                                              |
|                        | Seebach 17e · S. Nielsen 69e |       |         | Spectateurs : 8 000 Arbitrage : Finn Balstad | Spectateurs : 8 000 Arbitrage : Finn Balstad |
|                        | Rapport                      |       |         | Spectateurs : 8 000 Arbitrage : Finn Balstad | Spectateurs : 8 000 Arbitrage : Finn Balstad |

| 21 juillet, 1952 12:00 | Suède                                      | 4 – 1 | Norvège      | Tampere                                          |                                                  |
|                        | Brodd 23e 35e · Rydell 81e · Bengtsson 89e |       | Sorensen 83e | Spectateurs : 4 200 Arbitrage : Johan Aksel Alho | Spectateurs : 4 200 Arbitrage : Johan Aksel Alho |
|                        | Rapport                                    |       |              | Spectateurs : 4 200 Arbitrage : Johan Aksel Alho | Spectateurs : 4 200 Arbitrage : Johan Aksel Alho |

| 21 juillet, 1952 12:00 | Hongrie                      | 3 – 0 | Italie | Helsinki                                            |                                                     |
|                        | Palotás 11e 20e · Kocsis 83e |       |        | Spectateurs : 20 000 Arbitrage : Karel van der Meer | Spectateurs : 20 000 Arbitrage : Karel van der Meer |
|                        | Rapport                      |       |        | Spectateurs : 20 000 Arbitrage : Karel van der Meer | Spectateurs : 20 000 Arbitrage : Karel van der Meer |

| 21 juillet, 1952 12:00 | Turquie                     | 2 – 1 | Antilles néerlandaises | Lahti                      |                            |
|                        | Tokac 9e · Bilge 76e (pen.) |       | 79e Briezen            | Arbitrage : Carl Jorgensen | Arbitrage : Carl Jorgensen |
|                        | Rapport                     |       |                        | Arbitrage : Carl Jorgensen | Arbitrage : Carl Jorgensen |

## Quarts de finale
| 23 juillet, 1952 12:00 | Suède                                 | 3 – 1 | Autriche  | Helsinki                                            |                                                     |
|                        | Sandberg 80e · Brodd 85e · Rydell 87e |       | Grohs 40e | Spectateurs : 10 000 Arbitrage : Vincenzo Orlandini | Spectateurs : 10 000 Arbitrage : Vincenzo Orlandini |
|                        | Rapport                               |       |           | Spectateurs : 10 000 Arbitrage : Vincenzo Orlandini | Spectateurs : 10 000 Arbitrage : Vincenzo Orlandini |

| 24 juillet, 1952 12:00 | Allemagne de l'Ouest                       | 4 – 2 a. p. | Brésil                 | Helsinki                 |                          |
|                        | Schröder 75e 96e · Klug 89e · Zeitler 120e |             | Larry 12e · Zózimo 74e | Arbitrage : Arthur Ellis | Arbitrage : Arthur Ellis |
|                        | Rapport                                    |             |                        | Arbitrage : Arthur Ellis | Arbitrage : Arthur Ellis |

| 24 juillet, 1952 12:00 | Hongrie                                                                 | 7 – 1 | Turquie   | Kotka                                           |                                                 |
|                        | Palotás 18e · Kocsis 32e 90e · Lantos 48e · Puskás 54e 72e · Bozsik 70e |       | Guder 57e | Spectateurs : 20 000 Arbitrage : Waldemar Karni | Spectateurs : 20 000 Arbitrage : Waldemar Karni |
|                        | Rapport                                                                 |       |           | Spectateurs : 20 000 Arbitrage : Waldemar Karni | Spectateurs : 20 000 Arbitrage : Waldemar Karni |

| 25 juillet, 1952 12:00 | Yougoslavie                                                      | 5 – 3 | Danemark                                   | Helsinki                                        |                                                 |
|                        | Čajkovski 19e · Ognjanov 35e · Vukas 41e · Bobek 78e · Zebec 81e |       | Lundberg 63e · Seebach 85e · J. Hansen 87e | Spectateurs : 10 000 Arbitrage : Waldemar Karni | Spectateurs : 10 000 Arbitrage : Waldemar Karni |
|                        | Rapport                                                          |       |                                            | Spectateurs : 10 000 Arbitrage : Waldemar Karni | Spectateurs : 10 000 Arbitrage : Waldemar Karni |

## Demi-finales
| 28 juillet, 1952 12:00 | Hongrie                                                                     | 6 – 0 | Suède | Helsinki                                      |                                               |
|                        | Puskás 1re · Palotás 16e · Lindh 36e (csc) · Kocsis 65e 69e · Hidegkuti 67e |       |       | Spectateurs : 22 000 Arbitrage : William Ling | Spectateurs : 22 000 Arbitrage : William Ling |
|                        | Rapport                                                                     |       |       | Spectateurs : 22 000 Arbitrage : William Ling | Spectateurs : 22 000 Arbitrage : William Ling |

| 29 juillet, 1952 12:00 | Yougoslavie                  | 3 – 1 | Allemagne de l'Ouest | Helsinki                                        |                                                 |
|                        | Mitić 3e 24e · Čajkovski 30e |       | Stollenwerk 12e      | Spectateurs : 20 000 Arbitrage : Waldemar Karni | Spectateurs : 20 000 Arbitrage : Waldemar Karni |
|                        | Rapport                      |       |                      | Spectateurs : 20 000 Arbitrage : Waldemar Karni | Spectateurs : 20 000 Arbitrage : Waldemar Karni |

## Match pour la médaille de bronze
| 1er août, 1952 12:00 | Suède                    | 2 – 0 | Allemagne de l'Ouest | Helsinki                                            |                                                     |
|                      | Rydell 11e · Löfgren 86e |       |                      | Spectateurs : 20 000 Arbitrage : Vincenzo Orlandini | Spectateurs : 20 000 Arbitrage : Vincenzo Orlandini |
|                      | Rapport                  |       |                      | Spectateurs : 20 000 Arbitrage : Vincenzo Orlandini | Spectateurs : 20 000 Arbitrage : Vincenzo Orlandini |

## Finale
| 2 août, 1952 12:00 | Hongrie                 | 2–0 | Yougoslavie | Helsinki                                      |                                               |
|                    | Puskás 70e · Czibor 88e |     |             | Spectateurs : 60 000 Arbitrage : Arthur Ellis | Spectateurs : 60 000 Arbitrage : Arthur Ellis |
|                    | Rapport                 |     |             | Spectateurs : 60 000 Arbitrage : Arthur Ellis | Spectateurs : 60 000 Arbitrage : Arthur Ellis |

## Médaillés

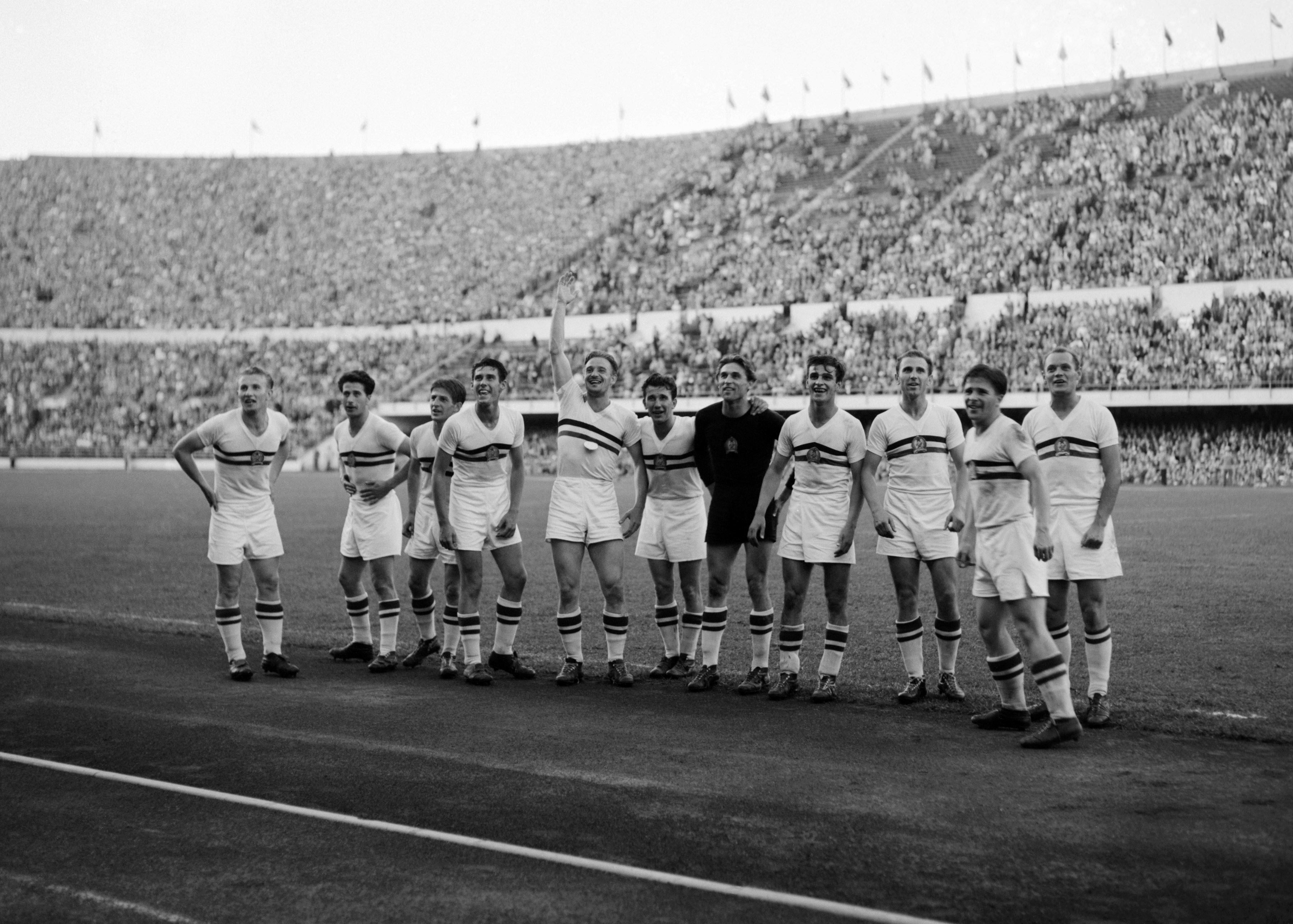
Jeux olympiques d'été de 1952, stade olympique. L'équipe nationale hongroise après la finale (Hongrie - Yougoslavie 2:0). Lantos, Bozsik, Czibor, Palotás, Lóránt, Zakariás, Grosics, Kocsis, Hidegkúti, Puskás, Buzánszky

| Or | Argent | Bronze |
| Hongrie Gyula Grosics Jenő Dálnoki Imre Kovács László Budai Ferenc Puskás Zoltán Czibor Lajos Csordás Jenő Buzánszky Gyula Lóránt Mihály Lantos József Bozsik József Zakariás Nándor Hidegkuti Sándor Kocsis Péter Palotás | Yougoslavie Vladimir Beara Branko Stanković Tomislav Crnković Zlatko Čajkovski Ivan Horvat Vujadin Boškov Tihomir Ognjanov Rajko Mitić Bernard Vukas Stjepan Bobek Branko Zebec Dušan Cvetković Milorad Diskić Ratko Čolić Slavko Luštica Zdravko Rajkov Vladimir Čonč Vladimir Firm | Suède Kalle Svensson Lennart Samuelsson Erik Nilsson Holger Hansson Bengt Gustavsson Gösta Lennart Lindh Sylve Bengtsson Gösta Löfgren Ingvar Rydell Yngve Brodd Gösta Sandberg Olle Åhlund |